# REPO! レポ (サウンドトラック)
| 専門評論家によるレビュー | 専門評論家によるレビュー |
| レビュー・スコア         | レビュー・スコア         |
| 出典                     | 評価                     |
| ------------------------ | ------------------------ |
| IGN                      | リンク                   |
| Dread Central            | リンク                   |
| Joblo                    | リンク                   |
| Fear Zone                | リンク                   |
| FilmMusicMag             | B リンク                 |
| ShockYa                  | リンク                   |

『REPO! レポ』 は、ロック・オペラで、終末もののホラー作である2008年の映画『REPO! レポ』のサウンドトラックである。アルバム全体を通してロック・オペラで構成されており、全ての楽曲が同じストーリーの一部であるが、曲順は映画で流れる順番とは異なる。
好評を受け、通常盤で未収録だった楽曲を追加したデラックス盤が2009年2月にリリースされた。

## 通常盤
通常盤は Amazon.com のみの販売。受注生産で、メディアはCD-Rであった。

### 収録曲
全作詞・作曲: ダーレン・スミス & テランス・ズダニッチ
| #   | タイトル | 作詞 | 作曲・編曲 | 時間 |
| --- | --- | ---- | ---------- | ---- |
| 1.  | 「At the Opera Tonight」(アレクサ・ヴェガ, サラ・ブライトマン, アンソニー・スチュワート・ヘッド, パリス・ヒルトン, テランス・ズダニッチ, ビル・モーズリー, ニヴェック・オーガ & ポール・ソルヴィノ) |      |            | 2:10 |
| 2.  | 「Crucifixus」(サラ・ブライトマン) |      |            | 1:47 |
| 3.  | 「Things You See In a Graveyard」(ポール・ソルヴィノ) |      |            | 3:12 |
| 4.  | 「Infected」(アレクサ・ヴェガ) |      |            | 3:28 |
| 5.  | 「Legal Assassin」(アンソニー・スチュワート・ヘッド) |      |            | 3:28 |
| 6.  | 「Bravi!」(オーガ, ビル・モーズリー, ポール・ソルヴィノ, サラ・ブライトマン & パリス・ヒルトン) |      |            | 0:53 |
| 7.  | 「21st Century Cure」(テランス・ズダニッチ) |      |            | 3:44 |
| 8.  | 「Mark It Up」(ビル・モーズリー, オーガ & パリス・ヒルトン) |      |            | 1:52 |
| 9.  | 「Can't Get It Up If the Girl's Breathing?」(パリス・ヒルトン & テランス・ズダニッチ) |      |            | 0:35 |
| 10. | 「Zydrate Anatomy」(テランス・ズダニッチ, アレクサ・ヴェガ & パリス・ヒルトン) |      |            | 3:51 |
| 11. | 「Thankless Job」(アンソニー・スチュワート・ヘッド) |      |            | 1:41 |
| 12. | 「Chase the Morning」(サラ・ブライトマン, アレクサ・ヴェガ & ナンシー・ロン) |      |            | 3:04 |
| 13. | 「Night Surgeon」(アンソニー・スチュワート・ヘッド, ポール・ソルヴィノ, ビル・モーズリー & オーガ)                                                                                                  |      |            | 2:29 |
| 14. | 「Seventeen」(アレクサ・ヴェガ) |      |            | 1:50 |
| 15. | 「Gold」(ポール・ソルヴィノ) |      |            | 3:02 |
| 16. | 「We Started This Op`ra Shit」(ダーレン・スミス, ビル・モーズリー, オーガ, ポール・ソルヴィノ & ポー)                                                                                               |      |            | 2:45 |
| 17. | 「Needle Through a Bug」(テランス・ズダニッチ & アレクサ・ヴェガ) |      |            | 1:41 |
| 18. | 「Chromaggia」(サラ・ブライトマン) |      |            | 2:35 |
| 19. | 「Let the Monster Rise」(アンソニー・スチュワート・ヘッド & アレクサ・ヴェガ) |      |            | 2:42 |
| 20. | 「I Didn't Know I`d Love You So Much」(アレクサ・ヴェガ & アンソニー・スチュワート・ヘッド) |      |            | 2:06 |
| 21. | 「Genetic Emancipation」(アレクサ・ヴェガ) |      |            | 2:14 |
| 22. | 「Genetic Repo Man」(テランス・ズダニッチ) |      |            | 2:59 |

### ビデオ・シングル
プロモーションを目的に、ビデオ形式のシングルを公式ウェブサイト上でリリースされた。映画の映像を切り取ったもので、映画の公開前にリリースされた。
| 年     | タイトル          | 主演                                                      | ウェブサイト     |
| ------ | ----------------- | --------------------------------------------------------- | ---------------- |
| 2008年 | Mark It Up        | ビル・モーズリー、ニヴェック・オーガ & パリス・ヒルトン   | 公式ウェブサイト |
| 2008年 | Zydrate Anatomy   | テランス・ズダニッチ、アレクサ・ヴェガ & パリス・ヒルトン | 公式ウェブサイト |
| 2008年 | Seventeen         | アレクサ・ヴェガ                                          | 公式ウェブサイト |
| 2008年 | Chase the Morning | サラ・ブライトマン & アレクサ・ヴェガ                     | 監督の MySpace   |

## デラックス・エディション
『REPO! レポ (デラックス・エディション)』は、映画『REPO! レポ』の通常盤サウンドトラックに、通常版では収録されなかった楽曲を追加したものである。追加された楽曲の中には、通常盤のトラックの間に入るものもある。「Zydrate Anatomy」は通常盤より再生時間が長くなっている。

### 収録曲
全作詞・作曲: ダーレン・スミス & テランス・ズダニッチ

| #   | タイトル | 作詞 | 作曲・編曲 | 時間 |
| --- | --- | ---- | ---------- | ---- |
| 1.  | 「A New World Organ」 |      |            | 0:11 |
| 2.  | 「At the Opera Tonight」(アレクサ・ヴェガ, サラ・ブライトマン, アンソニー・スチュワート・ヘッド, パリス・ヒルトン, テランス・ズダニッチ, ビル・モーズリー, ニヴェック・オーガ & ポール・ソルヴィノ) |      |            | 2:10 |
| 3.  | 「Crucifixus」(サラ・ブライトマン) |      |            | 1:47 |
| 4.  | 「Things You See In a Graveyard」(ポール・ソルヴィノ) |      |            | 3:12 |
| 5.  | 「A Repo Man's Daughter」 |      |            | 1:06 |
| 6.  | 「Infected」(アレクサ・ヴェガ) |      |            | 3:27 |
| 7.  | 「Legal Assassin」(アンソニー・スチュワート・ヘッド) |      |            | 3:28 |
| 8.  | 「Bravi!」(オーガ, ビル・モーズリー, ポール・ソルヴィノ, サラ・ブライトマン & パリス・ヒルトン) |      |            | 0:53 |
| 9.  | 「21st Century Cure」(テランス・ズダニッチ) |      |            | 3:44 |
| 10. | 「Lungs and Livers」 |      |            | 0:22 |
| 11. | 「Mark It Up」(ビル・モーズリー, オーガ & パリス・ヒルトン) |      |            | 1:52 |
| 12. | 「Worthy Heirs?」 |      |            | 0:41 |
| 13. | 「Can't Get It Up If the Girl's Breathing?」(パリス・ヒルトン & テランス・ズダニッチ) |      |            | 0:35 |
| 14. | 「Zydrate Anatomy」(テランス・ズダニッチ, アレクサ・ヴェガ & パリス・ヒルトン) |      |            | 3:51 |
| 15. | 「Thankless Job」(アンソニー・スチュワート・ヘッド) |      |            | 1:41 |
| 16. | 「Before the Escape」 |      |            | 0:15 |
| 17. | 「Night Surgeon」(アンソニー・スチュワート・ヘッド, ポール・ソルヴィノ, ビル・モーズリー & オーガ)                                                                                                  |      |            | 2:39 |
| 18. | 「Chase the Morning」(サラ・ブライトマン, アレクサ・ヴェガ & ナンシー・ロン) |      |            | 3:04 |
| 19. | 「Everyone's a Composer」(サラ・ブライトマン, アレクサ・ヴェガ & アンソニー・スチュワート・ヘッド)                                                                                                  |      |            | 1:15 |
| 20. | 「Come Back!」(アレクサ・ヴェガ & アンソニー・スチュワート・ヘッド) |      |            | 0:49 |
| 21. | 「What Chance Has a 17 Year Old Girl?」(アンソニー・スチュワート・ヘッド & レクサ・ヴェガ) |      |            | 0:42 |
| 22. | 「Seventeen」(レクサ・ヴェガ) |      |            | 1:50 |
| 23. | 「Happiness Is Not a Warm Scalpel」(パリス・ヒルトン & ポール・ソルヴィノ) |      |            | 1:40 |
| 24. | 「Gold」(ポール・ソルヴィノ) |      |            | 3:02 |
| 25. | 「Depraved Heart Murder at Sanitarium Square」 |      |            | 2:50 |
| 26. | 「Tonight We are Betrayed」(アンソニー・スチュワート・ヘッド) |      |            | 0:44 |
| 27. | 「We Started This Op'ra Shit」(ダーレン・スミス, ビル・モーズリー, オーガ, ポール・ソルヴィノ & ポー)                                                                                               |      |            | 2:45 |
| 28. | 「Rotti's Chapel Sermon」(ポール・ソルヴィノ) |      |            | 0:46 |
| 29. | 「Needle Through a Bug」(テランス・ズダニッチ & レクサ・ヴェガ) |      |            | 1:41 |
| 30. | 「Chromaggia」(サラ・ブライトマン) |      |            | 2:35 |
| 31. | 「Mag's Fall」 |      |            | 0:37 |
| 32. | 「Piéce de Résistance」(ポール・ソルヴィノ) |      |            | 0:36 |
| 33. | 「Interrogation Room」(ポール・ソルヴィノ) |      |            | 1:25 |
| 34. | 「Let the Monster Rise」(アンソニー・スチュワート・ヘッド & レクサ・ヴェガ) |      |            | 2:42 |
| 35. | 「A Ten Second Opera」 |      |            | 0:54 |
| 36. | 「I Didn't Know I'd Love You So Much」(レクサ・ヴェガ & アンソニー・スチュワート・ヘッド) |      |            | 2:06 |
| 37. | 「Genetic Emancipation」(レクサ・ヴェガ) |      |            | 2:14 |
| 38. | 「Genetic Repo Man」(テランス・ズダニッチ) |      |            | 2:59 |

## セレクション・フロム・ザ・プレミア・キャスト
映画が公開する6年以上前の2002年9月27日に、『REPO! レポ: セレクション・フロム・ザ・プレミア・キャスト』と題された7トラックを収録したアルバムがリリースされた。
『レポ!』の製作者であるダーレン・スミス、テランス・ズダニッチ、および劇場版の初演のキャストによる、映画で使用された楽曲の初期バージョンが収録されている。
- ネイザン/レポ・マン役: カート・ウィルソン
- ブラインド・マグ役: ラティファ・ デヴォー
- グレイブロバー役: テランス・ズダニッチ
- シャイロ役: ステファニー・ケイン
- ヘザー（アンバー・スウィート）役: ペニー・ウェイ

1. 「Night Surgeon」 - ネイザン/レポ・マン
2. 「...But This is Opera!」 - ブラインド・マグ & サイボーグ・コーラス
3. 「21st Century Cure」 - グレイブロバー & シャイロ
4. 「Come Up and Try My New Parts」 - アンバー
5. 「Legal Assassin」 - ネイザン
6. 「Chase the Morning」 - ブラインド・マグ & サイボーグ・コーラス
7. 「Choice」 - ブラインド・マグ, ネイザン, カンパニー

## プリサージャリー・サンプラー
2008年7月24日、映画の公式サイトの隠された場所に『プリサージャリー・サンプラー』が公開された。同日にCDもコンベンションでリリースされた。
1. 「A New World Organ」
2. 「At the Opera Tonight」 - シャイロ、マグ、ネイザン、アンバー、グレイブロバー、ロッティ、ルイージ、パヴィ
3. 「Zydrate Anatomy」 - グレイブロバー、シャイロ、アンバー、コーラス
4. 「Night Surgeon」 - ネイザン、ロッティ、ルイージ、パヴィ
5. 「Chase the Morning」 - マグ、シャイロ、マーニ
6. 「Seventeen」 - シャイロ、コーラス
7. 「Genetic Emancipation」 - シャイロ、コーラス

## パーソネル
ライオンズゲート:
- 音楽責任者: Jay Faires
- 総責任者&EVP: Lenny Wohl
- サウンドトラックおよびデジタル音楽リーダー: クリス・ファゴット

サウンドトラック:
- プロデューサー: ジョセフ・ビシャーラ、YOSHIKI
- 作詞・作曲: ダーレン・スミス、テランス・ズダニッチ
- 提携音楽プロデューサー: クリス・スピルフォゲル
- スコア: ダーレン・スミス
- スコア・プロデューサー&ミキサー: ジョセフ・ビシャーラ
- エンジニアリング&ミキシング: クリス・スピルフォゲル & セドリック・クルトア
- アシスタント・エンジニアリング: ザック・カズィク
- アディショナル・エンジニア: シーン・レイスフィールド、ザック・カズィク、アッシュボーン・ミラー
- デジタル編集: シーン・レイスフィールド
- プリプロダクション・デジタル編集: ポール・ラニ、ダニー・スターンバウム、マイク・ギンク、ティム・ホーキンス
- クリエイティブ・コンサルタント: シーン・E・デモット
- リード・ミュージック・アドミニストレータ: エリカ・フォスター
- ミュージック・アシスタント: アリサ・バーケット
- ボーカル・コーチ: フラーニ・バーク、アラン・ハフマン、ロジャー・ラヴ、ポール・マス、エリック・ヴェトロ
- オーケストレーション: ジョナサン・ザルベン、ダーレン・スミス
- 「Chromaggia」イタリア語翻訳: エレーナ・テドロス、サラ・スミンスキ
- ミュージック・トランスクリプション: C・J・ディーンジェラスJr.、クリス・ガーディノ、ローヘン・ランダ、ジョナサン・ザルベン、レヴ・ジュルビン、メディアントミュージック、ダーレン・スミス